# Cendol
Il cendol è un dolce diffuso in tutto il sud-est asiatico. Si tratta di un dessert a base di latte di cocco, gelatina di riso con foglie di pandan e sciroppo di zucchero di palma. Esistono molte varianti del cendol che possono contenere, fra gli altri, fagioli azuki rossi zuccherati, sciroppi dolci di sorta e frutti esotici.

## Etimologia
Secondo una credenza popolare, il termine cendol deriverebbe dalla parola jendol, che in varie lingue del sud-est asiatico significa "gonfio": un possibile riferimento ai caratteristici vermicelli rigonfi di gelatina verde di cui è composto l'alimento. In molte aree dell'Indonesia, invece, la parola cendol si riferisce alla sola gelatina di farina di riso verde, mentre il dolce vero e proprio è conosciuto come es cendol o dawet. Il Kamus Besar Bahasa Indonesia definisce il cendol uno spuntino a base di farina di riso mescolato con zucchero di palma e latte di cocco. Similmente, il Kamus Dewan lo indica come una bevanda simile al porridge con lunghi filamenti di farina di riso nel latte di cocco e sciroppo di zucchero.

## Storia

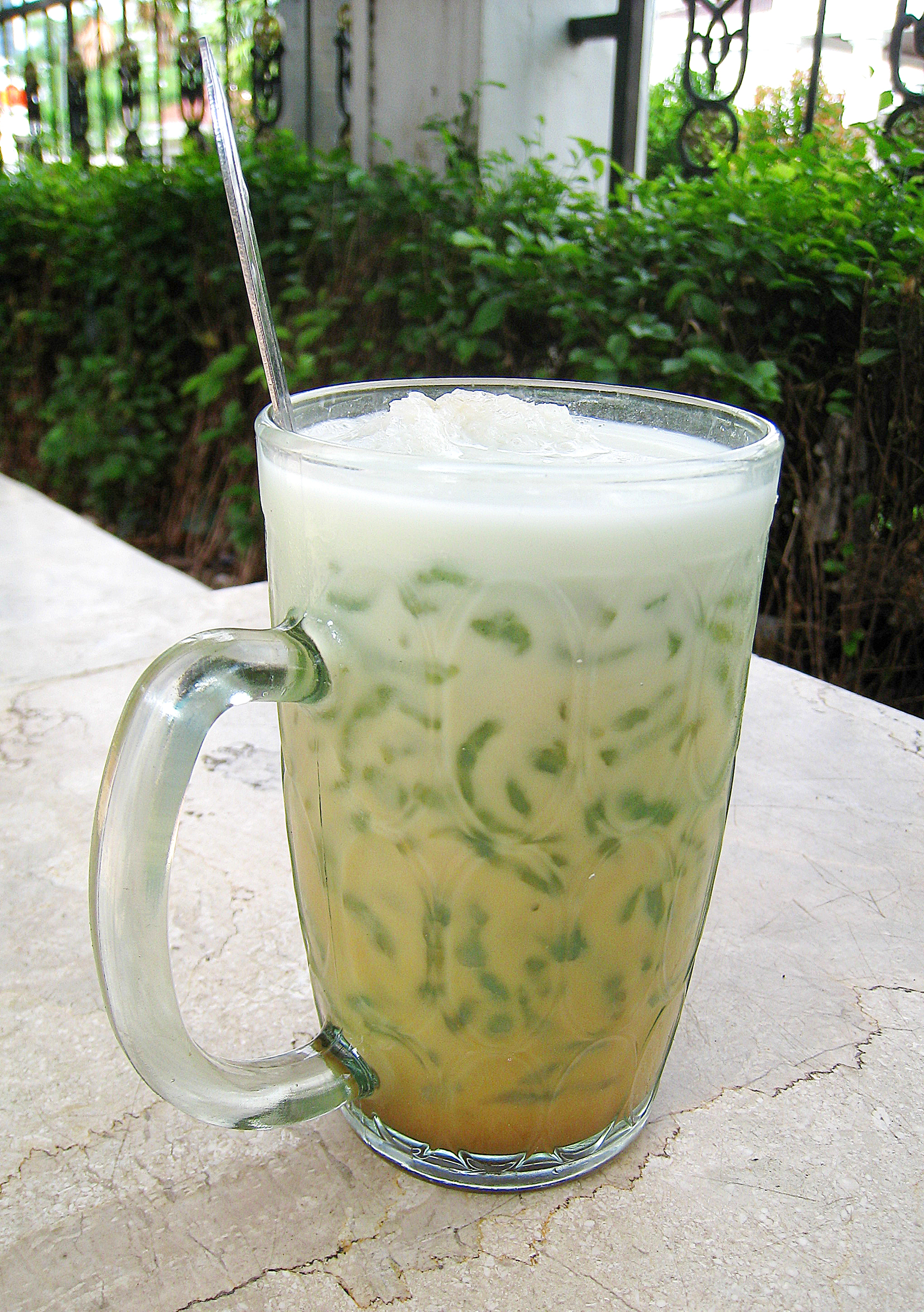
Un cendol servito in un bicchiere (2010)

Le origini del cendol sono incerte. Tuttavia, si presume che esso fosse nato dal cosiddetto dawet giavanese, un dolce simile documentato per la prima volta sul manoscritto Kresnayana, risalente al regno di Kediri, intorno al dodicesimo secolo. Gli storici ritengono che nell'antica Giava, ove il riso era alla base dell'economia rurale, la farina di riso era usata come ingrediente per preparare bevande dolci e, ancora oggi, il cendol e le sue varianti sono prodotti agricoli rurali consumati nei villaggi giavanesi. Sebbene il cendol contemporaneo venga servito con ghiaccio tritato o a cubetti, originariamente, a Banjarnegara, nella Giava Centrale, il dolce veniva originariamente servito senza ghiaccio. Ciò conferma che il cendol abbia origini che precedono le epoche in cui venivano usate le tecniche di refrigerazione. Tuttavia, si ritiene che il cendol vero e proprio (la parola cendol fu menzionata per la prima volta nel 1932 dal Malay Concordance Project per indicare uno dei prodotti alimentari disponibili a Kuala Lumpur), fosse nato con l'adozione delle tecnologie di raffreddamento moderne, che furono esportate dai britannici in città come Malacca e Penang. Oggi il cendol viene consumato durante le tradizionali nozze giavanesi e costituisce un cibo da strada in varie località del sud-est asiatico. L'alimento rientra fra i beni del patrimonio nazionale intangibile della Malaysia.

## Ingredienti
Il cendol è principalmente composto da latte di cocco, pasta di gelatina a base di farina di riso e colorante alimentare verde (solitamente derivato dalla foglia di pandano), ghiaccio tritato e zucchero di palma. In Indonesia e a Singapore il cendol viene servito in bicchieri alti o scodelle, guarnito con zucchero di palma o di cocco e fagioli rossi zuccherati, il tutto raffreddato con ghiaccio tritato. A Sunda, in Indonesia, il cendol è un piatto con riso, noodles di farina, latte di cocco e sciroppo di zucchero d'areca. In Indonesia, il piatto viene anche proposto con varie aggiunte fra cui tapai, gelatina alle erbe e latte condensato zuccherato. Nella Birmania, dove è tipicamente consumato in occasione delle celebrazioni di capodanno, il cendol contiene lo sciroppo di caramello colorato. Nella versione vietnamita il celebre dolce presenta i piselli dagli occhi neri. Altre varianti della ricetta sono insaporite con durian, giaca a dadini, gelato, manioca dolce fermentata, crema di mais e altri ingredienti. Inoltre, è stata documentata l'esistenza di ricette a base di amido di sago estratto dal tronco della palma da zucchero.